# Полдинг (округ, Джорджия)
По́лдинг (англ. Paulding County) — округ штата Джорджия, США. Население округа на 2000 год составляло 81 678 человек. Административный центр округа — город Даллас.

## История
Округ Полдинг основан в 1832 году.

## География
Округ занимает площадь 813.3 км2.

## Демография
Согласно Бюро переписи населения США, в округе Полдинг в 2000 году проживало 81 678 человек. Плотность населения составляла 100.4 человек на квадратный километр.